# Dwars door Vlaanderen 2021
Das Straßenradrennen Dwars door Vlaanderen 2021 war die 75. Austragung des belgischen Eintagsrennens. Das Rennen fand am 31. März statt und war Teil der UCI WorldTour 2021.

## Teilnehmende Mannschaften und Fahrer
Neben den 19 UCI WorldTeams standen 6 UCI ProTeams am Start. Für jedes Team starteten sieben Fahrer. Von den 172 Fahrern erreichten 123 Fahrer das Ziel.
Trotz positiven COVID-19-Fällen bei E3 Harelbeke und Gent–Wevelgem, durften die Mannschaften Bora-hansgrohe und Trek-Segafredo am Rennen teilnehmen, da alle Fahrer und Teammitglieder vor dem Rennen negativ getestet worden waren.
Mit Yves Lampaert (Deceuninck-Quick-Step), Jens Debusschere (Lotto Soudal), Jelle Wallays (Cofidis) und Niki Terpstra (Total Direct Énergie) standen vier ehemalige Sieger des Rennens am Start.
Nicht an den Start gingen Edward Theuns (Trek-Segafredo), Alberto Bettiol und Jonas Rutsch (beide EF Edukation-Nippo)

## Streckenführung
Die Strecke führte über 184,1 km von Roeselare durch die Flämischen Ardennen nach Waregem. Nach 72 flachen Kilometern, standen 13 Hellingen (kurze Anstiege in Flandern) und 6 Kopfsteinpflaster Passagen auf dem Programm. Der letzte Anstieg, der Nokereberg musste elf Kilometer vor dem Ziel absolviert werden.
|                    | km    | Kopfsteinpflaster | Anstieg |
| ------------------ | ----- | ----------------- | ------- |
| Kluisberg          | 72    |                   | ●       |
| Nieuwe Kwaremont   | 80    |                   | ●       |
| Kluisberg          | 106   |                   | ●       |
| Knokteberg - Trieu | 113   |                   | ●       |
| Kortekeer          | 121   |                   | ●       |
| Mariaborrestraat   | 123   | ●                 |         |
| Steenbeekdries     | 124   | ●                 | ●       |
| Stationsberg       | 124   | ●                 |         |
| Taaienberg         | 127   | ●                 | ●       |
| Berg Ten Houte     | 132   | ●                 | ●       |
| Kruisberg - Hotond | 142   |                   | ●       |
| Knokteberg - Trieu | 149   |                   | ●       |
| Varentstraat       | 157   | ●                 |         |
| Vossenhol          | 162   |                   | ●       |
| Holstraat          | 166   |                   | ●       |
| Nokereberg         | 173   | ●                 | ●       |
| Herlegmstraat      | 176   | ●                 |         |
| Ziel               | 184,1 |                   |         |

## Rennverlauf
Es dauerte mehr als 80 Kilometer bis sich eine Ausreißergruppe vom Feld lösen konnte. Im Peloton kam Elia Viviani (Cofidis, Solutions Crédits) auf dem Kopfsteinpflaster der Mariaborrestraat 61 Kilometer vor dem Ziel zu Sturz und musste das Rennen beenden.
Auf dem Kopfsteinpflaster zu Taaienberg wurde die Spitzengruppe gestellt und durch das hohe Tempo teilte sich das Feld in kleinere Gruppen. Fahrer wie Julian Alaphilippe, Kasper Asgreen (beide Deceuninck-Quick Step) und Thomas Pidcock (Ineos Grenadiers) befanden sich in abgehängten Gruppen.
Nach dem Taaienberg lösten sich zunächst sieben Fahrer von der Spitzengruppe. In der Ausreißergruppe war auch Dylan van Baarle (Ineos Greandiers), der 53 Kilometer vor dem Ziel auf dem Kopfsteinpflasteranstieg des Berg Ten Houte angriff und sich absetzte. Hinter dem Niederländer wurde die Ausreißergruppe von dem Hauptfeld gestellt. Der Vorsprung von Dylan van Baarle betrug zu diesem Zeitpunkt eine halbe Minute.
44 Kilometer vor dem Ziel lösten sich Luke Durbridge (Team BikeExchange), Victor Campenaerts (Team Qhubeka Assos) und Rui Oliveira (UAE Team Emirates) von der Verfolgergruppe und versuchten die Lücke zu Dylan van Baarle zu schließen. Auf dem Anstieg zum Knokteberg, 35 Kilometer vor dem Ziel schlossen Greg Van Avermaet (AG2R Citroën Team), Jasper Stuyven (Trek-Segafredo), Warren Barguil (Team Arkéa Samsic), Dylan Theuns (Bahrain-Victorious), Christophe Laporte (Cofidis, Solutions Crédits) und Florian Sénéchal (Deceuninck-Quick Step) zu den drei Verfolgern auf.
Die neun Verfolger waren sich jedoch in der Nachführarbeit nicht einig und es kam immer wieder zu Angriffen. Dylan Van Baarle konnte den Abstand stabil halten und überquerte den letzten Anstieg des Tages, den Nokereberg mit einem Vorsprung von 30 Sekunden. Hinter der Verfolgergruppe formierte sich ein großes Fahrerfeld, in dem unter anderen Mathieu van der Poel (Alpecin-Fenix) und Julian Alaphilippe vertreten waren.
Dylan van Baarle meisterte das letzte Kopfsteinpflaster-Passage ohne Schwierigkeiten und kam allein im Ziel in Waregem an. Hinter ihm wurde die Verfolgergruppe mit Ausnahme von Christophe Laporte vom großen Fahrerfeld eingeholt. Der dritte Rang, der im Sprint entschieden wurde, ging an Tim Merlier (Aplecin-Fenix).

## Rennergebnis
| Platz | Fahrer             | Nation | Team                       | Zeit                   |
| ----- | ------------------ | ------ | -------------------------- | ---------------------- |
| 01.   | Dylan van Baarle   | NED    | Ineos Grenadiers           | 3:58:59 h (46,22 km/h) |
| 02.   | Christophe Laporte | FRA    | Cofidis, Solutions Crédits | + 0:26 min             |
| 03.   | Tim Merlier        | BEL    | Alpecin-Fenix              | "                      |
| 04.   | Yves Lampaert      | BEL    | Deceuninck-Quick Step      | "                      |
| 05.   | Tosh Van der Sande | BEL    | Lotto-Soudal               | "                      |
| 06.   | Alexander Kristoff | NOR    | UAE Team Emirates          | "                      |
| 07.   | Greg Van Avermaet  | BEL    | AG2R Citroën Team          | "                      |
| 08.   | Anthony Turgis     | FRA    | Team Total Direct Énergie  | "                      |
| 09.   | Florian Sénéchal   | FRA    | Deceuninck-Quick Step      | "                      |
| 10.   | Jasper Stuyven     | BEL    | Trek-Segafredo             | "                      |